# Пуголовка зерниста
Пуголовка зерниста (Benthophilus granulosus) — вид риб з родини бичкових (Gobiidae). Поширений в Каспійському морі біля всіх берегів, а також в пониззі річки Волга.